# سارا لي لوكاس
سارا لي لوكاس (بالإنجليزية: Sara Lee Lucas)‏ هو موسيقي أمريكي، ولد في 21 يونيو 1971 في فورت لودرديل في الولايات المتحدة.

## وصلات خارجية
- سارا لي لوكاس على موقع IMDb (الإنجليزية)
- سارا لي لوكاس على موقع ميوزك برينز (الإنجليزية)
- سارا لي لوكاس على موقع ديسكوغز (الإنجليزية)
- سارا لي لوكاس على موقع كينوبويسك (الروسية)